# 四藥門花
四藥門花（学名：Tetrathyrium subcordatum），金縷梅科四藥門花屬常綠灌木植物，也是該屬的唯一品種。於1857年間首次於香港發現，100年內也未於其他地方被發現，直至1957年6月才在廣西龍州的常綠闊葉林里再次找到。被評為香港境內極度瀕危植物，中國國家二級保護植物。

## 歷史及分佈
四藥門花於1857年至1858年間在香港島發現，於1861年收錄於乔治·边沁（George Bentham
）出版的《香港植物誌》（Flora Hongkongensis）一書，一直被認為是香港獨有的品種，100年內也未於其他地方被發現。直至1957年6月才在廣西龍州的常綠闊葉林里再次找到，植株數目稀少。現已被載入《中國保護植物紅皮書》及《廣東省珍稀瀕危植物圖譜》。
於1998年鑑定的《IUCN紅色名錄》中記載四藥門花僅見於香港的薄扶林區及島嶼橋咀洲上的黑山頂上，廣西的分佈則僅見於龍州武聯鄉板闭(即板村)对面的更岗山，海拔约590米位置。
漁護署香港植物標本室則指四藥門花散見於香港的渣甸山、黃泥涌、金馬倫山、大嶼山黃龍坑、大東山及石門等，及廣東、廣西、貴州等地。

## 生態特徵

### 外觀
四藥門花被分類為灌木及小喬木，最高可達12米，小枝幹上無毛而光滑。

### 葉
葉全緣，表面有革質，呈卵形或橢圓形，先端短急尖，而基部圓或心形，長7－12厘米，寬3.5－5厘米。

### 花
花兩性，白色花瓣條狀，約長1.5厘米；15－25朵密集腋生成頭狀花序或短穗狀花序，雄蕊花絲極短，與花瓣互生，藥隔突出成一尖頭，具2個各2瓣裂的花粉囊，共4個瓣裂的花粉囊而得名，花期為每年的3月至4月。

### 果實
蒴果近球形，直徑1－1.2厘米，被星狀柔毛，萼筒長達蒴果的2/3，基療有宿存萼管；種子長卵圓形，長7毫米，黑色，種臍白色。生於叢林中，果期則為每年6月至9月。

### 伴生種
常見的伴生種有華潤楠、大頭茶、木蓮、鴨腳木及對葉榕等。

### 自花授粉
四藥門花Loropetalumsubcordatum的開花物候、開花動態和訪花者；對其花粉組織化學、花粉胚珠比和花粉活力進行了檢測；通過人工控制授粉實驗檢測了其繁育系統；使用掃描電子顯微鏡(SEM)觀察了自花花粉在柱頭上的萌發情況並使用熒光顯微鏡觀察了花粉管在花柱中的生長情況。結果表明：四藥門花花期爲9月至次年2月，其中9－10月爲開花高峰期；單花花期4–6d；雌蕊先熟，開花時柱頭即有活性，並持續到花謝；花藥於開花後12－24h内開裂，並能直接落置自花柱頭；離體花粉壽命約26h，花粉爲非澱粉型，花粉胚珠比爲8420±720.86(n=10)；無花蜜分泌。未觀察到任何外來的訪花者，僅見到生活在頭狀花序中的薊馬Thripssp.，且未見到薊馬在花間積極遷飛，表明薊馬不是其有效的傳粉者。
無處理套網和輔助異株授粉的結實率(5.30%±1.83%/6.67%±1.91%)與自然對照(4.79%±1.45%)差異均不顯著(P=0.847/0.616)，掃描電鏡觀察證明自花花粉能在柱頭上顺利萌發，熒光顯微鏡觀察證明花粉管能在24h内生長到花柱基部，說明四藥門花是自花傳粉，不存在無融合生殖。四藥門花存在雌蕊先熟現象並且仍有異交可能，說明其祖先類型曾經是異交植物。花謝後子房於次年夏天才開始膨大而果實於10月間開花高峰期後成熟，說明存在胚發育延遲的現象。本文還討論了金縷梅科Hamamelidaceae中自花傳粉由蠅類傳粉演化而來的可能性。

### 人工授粉
爲了檢測四藥門花的繁育系統和結實率限制因素，設立了如下3種處理並分别統計了結實率：(1)自然對照組，標記花序，不做任何處理；(2)無處理套網組，標記未開花序，套網，待花謝後除去網袋；(3)套網人工輔助異株授粉組，標記初開花序,取異株花粉於水中制成懸濁液，滴在被標記花序上，套網，待花謝後除去網袋。四藥門花的花小而密集，且柱頭被雄蕊包圍，不可能在不破壞柱頭或子房的情況下去雄。網袋使用150目的尼龍濾布（孔徑0.105毫米）制作，以確保隔離體積較小的訪花者。1.6自花花粉萌發情況的檢測爲了排除無融合生殖的可能性，中們標記了一批未開花序，在其花藥開裂24h後采下用FAA固定,部分用掃描電鏡(SEM)觀察自花花粉在柱頭上的萌發情況，其餘取整條花柱用無色苯胺藍溶液染色並壓片，在熒光顯微鏡(FM)下觀察花粉管在花柱中的生長。
成功的自花傳粉植物的自然結實率約爲85%(Weinsetal.，1987)，而四藥門花的自然結實率僅有4.79%±1.45%，遠低於前者，也遠低與同屬同樣具有自花授粉習性的檵木(未發表數據)。由於四藥門花自交親和並且花粉可以無障礙地傳播到自花柱頭上，所以結實率不受花粉量或傳粉者的限制；自交與人工輔助異交的結實率差異不顯著，說明資源限制應該是結實率的主要限制因素。四藥門花的自然分布間斷而狹窄，居群規模都很小，長期的自交可能導致其居群内遺傳多樣性過低，即使能夠異株傳粉，效果也和自交區别不大，這也可能是四藥門花的異交結實率低(人工輔助異株授粉結實率僅有6.67%±1.91%)的原因。在野外觀察中極少發現四藥門花的小苗，說明其居群自然更新能力很差，從另一方面暗示了可能存在近交衰退。
四藥門花的花粉/胚珠比爲8420±720.86,遠遠高於Cruden(1977)所統計的專性自花傳粉(27.7±3.1)和兼性自花傳粉(168.5±22.1)植物。中們在對金縷梅科植物花粉/胚珠比的研究中發現，在繁育系統相同的前提下，金縷梅科植物的花粉/胚珠比普遍比Cruden(1977)用以推斷繁育系統的標准高了1－2個數量級，但仍然表現出隨着異交程度提高而提高的趨勢。這一現象符合Preston(1986)的觀點，即沒有一個固定的將花粉/胚珠比與繁育系統疋配的標准，任何包含花粉/胚珠比的研究一定要基於其自有的標准之上。Vasek和Weng(1988)也認爲評價繁育系統的標准要建立在科(或者族)的水平上，不能混用其他類群的標准。
在整個金縷梅科的背景下，四藥門花的花粉/胚珠比是比較低的，與其兼性自交的繁育系統相對應。Pellmyr(1985)認爲極高的花粉/胚珠比可能是對有效傳粉者收集花粉的過程中所造成絕大部分花粉損失的補償，這一推論對四藥門花並不適用。觀察到的僅有的訪花者是薊馬，而四藥門花的花部結構也決定了隻有薊馬這麼小的訪花者才可能接觸到柱頭。有報道指薊馬(統稱，包括其他的纓翅目昆蟲)爲一些植物傳粉(Sakai，2001；Moogetal.,2002；Hall，2004)，但大多數研究者承認薊馬並不是有效的傳粉者。中們在野外觀察中沒有發現薊馬在植株間積極遷飛，在掃描電鏡下對薊馬的觀察結果亦表明其擕帶花粉的能力很差，加上貧弱的飛行能力及對惡劣天氣的敏感，即使能爲四藥門花傳遞異花花粉，作用也相當微弱。因此四藥門花在自然條件下可能缺乏有效的異株傳粉者。He等(2000)對木根麥冬OphiopogonxylorrhizusWang&Tai繁殖生物學的報道認爲，缺乏有效傳粉者、異交沒有保障可能是該種出現自交的原因。中們認爲四藥門花也有類似現象。
四藥門花秋季開花而果實於次年成熟，從花謝到子房開始膨大之間有很長的發育停滯時期，說明存在遲受精或胚發育延遲現象。Sogo和Tobe(2006)認爲延遲受精存在幾種不同的類型，如花粉管在花柱底部的生長速度下降、授粉時胚珠尚未發育完全等，從傳粉到受精之間可能間隔4天到一年以上。延遲受精現象在金縷梅科中已有多例報道,如HamamelisvirginianaL.(Shoemaker，1905)和山白樹SinowilsoniahenryiHemsl.(Endress，1977)傳粉和受精之間的間隔都大於4天，而四川蠟瓣花CorylopsiswillmottiaeRehd.&Wils. 被認爲是授粉時胚珠尚未成熟(Endress，1977；Endress&Igersheim,1999)。四藥門花花柱很短，花粉管在授粉 24h後即可生長到花柱底部，並且花謝後柱頭很快枯萎，因此不可能存在由花粉管生長速度緩慢導致的受精延遲，但受精後胚發育停滯的細節尚有待進一步研究。

### 保護價值
四藥門花爲中國特有而殘遺的单型。和金縷梅亞科Hamamelioideae相似，僅具1粒種子，是比較原始的屬，又和常綠的活塞木屬Embolanthera及落葉的繼木屬Loropetalum與金縷梅屬Hamamelis有十分密切的親緣關係，因此在系統學研究上具有重要科學意義。

## 分類
四藥門花的花序與檵木屬相似，曾被分類為近親金縷梅科檵木屬下的品種，故異名為Loropetalum subcordatum，但現時已另外劃入新的四藥門花屬（Tetrathyrium），因此其學名已改為Tetrathyrium subcordatum。另由於首先在香港被發現，也有Hong Kong Witch-Hazel（香港金縷梅）這別名。

## 外部連結
- 中國種子植物特有屬：四藥門花（页面存档备份，存于），載中國植物數據庫
- 中國植物誌：四藥門花介紹[永久]